# 诺塞勒 (阿韦龙省)
诺塞勒（法語：Naucelle，法語發音：[nosɛl]）是法国阿韦龙省的一个市镇，属于罗德兹区。

## 地理
诺塞勒（44°11'54"N, 2°20'31"E）面积23.23 平方千米，位于法国奧克西塔尼大區阿韦龙省，该省份为法国南部内陆省份，位于法國中央高原南部，北起顺时针与康塔爾省、洛泽尔省、加尔省、埃罗省、塔恩省、塔恩-加龙省和洛特省接壤。
与诺塞勒接壤的市镇（或旧市镇、城区）包括：卡巴内斯、康雅克、坎斯、鲁埃格地区索沃泰尔、托里亚克德诺塞勒。

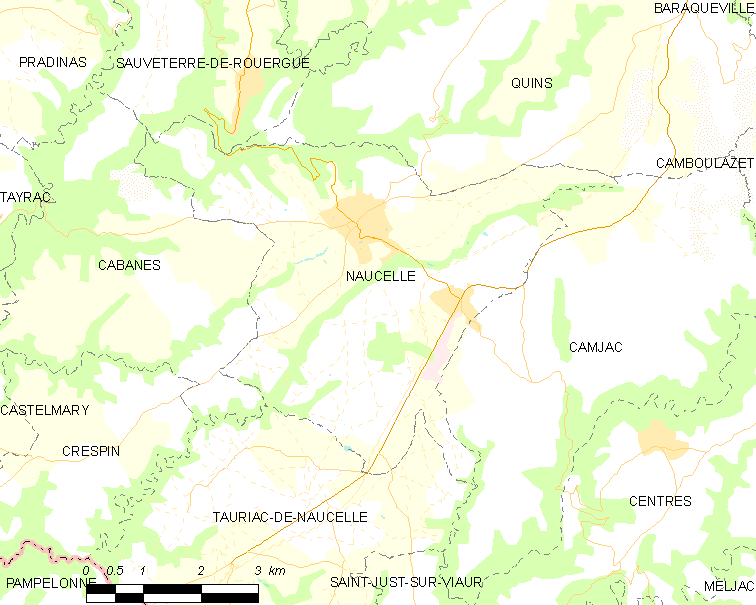
的OSM定位图

诺塞勒的时区为UTC+01:00、UTC+02:00（夏令时）。

## 行政
诺塞勒的邮政编码为12800，INSEE市镇编码为12169。

## 政治
诺塞勒所属的省级选区为塞奥尔-塞加拉县。

## 人口

1962-2008年间人口变化图示

诺塞勒于2022年1月1日时的人口数量为2017人。